# Carpophage à tête rose
Pour les articles homonymes, voir Tête rose.
Ducula rosacea
Espèce
Statut de conservation UICN

 NT  : Quasi menacé
Le Carpophage à tête rose (Ducula rosacea) est une espèce d'oiseaux appartenant à la famille  des Columbidae.

## Description
Cet oiseau mesure 39 à 44 cm de longueur pour une masse de 360 à 395 g. Il ne présente pas de dimorphisme sexuel.
La tête est rose saumon d'où les noms spécifiques scientifique et français. Une petite tache blanche est présente à la base du bec gris bleu avec une cire pourpre. Le cou est gris pâle. Le haut de la poitrine est gris rosé tandis que le bas présente des nuances gris mauve, tou comme le ventre. Les parties supérieures sont vert bronze et vert bleuâtre avec des nuances gris argenté. Le dessous des ailes est châtain. La queue est vert noirâtre. Les iris sont brun foncé avec des cercles oculaires rouges entourés eux-mêmes d'un anneau de plumes blanches. Les pattes sont rougeâtres.
Le jeune présente un plumage plus terne que l'adulte.

## Répartition
Cet oiseau peuple les petites îles de la Sonde et les Moluques.